# Kikært-slægten
Kikært (Cicer) er en slægt med flere end 50 arter, som er udbredt i Mellemøsten og det øvrige Asien. Det er oprette eller nedliggende, urteagtige planter. Både stængler, blade, knopper og frugter er behårede. Stænglerne er ugrenede, eller de deler sig fra grunden. Bladene er spredtstillede og uligefinnede med kortstilkede småblade, som inderst er helrandede, men som er tandede på de yderste to tredjedele. Blomsterne sidder enligt i bladhjørnerne, og de har hvide til lyserøde eller lyst violette kronblade. Frugterne er oppustede bælge med tætsiddende kirtelhår. Frøene, ”kikærterne”, er næsten kuglerunde eller lidt ægformede og hvide til brune.
Her beskrives kun den ene art, der bruges som fødemiddel i Danmark.
| Beskrevne arter |

- Kikært (Cicer arietinum)

| Andre arter |

- Cicer bijugum
- Cicer cuneatum
- Cicer echinospermum
- Cicer judaicum
- Cicer laetum
- Cicer luteum
- Cicer pinnatifidum
- Cicer reticulatum
- Cicer yamashitae

## Note
1. ↑  Aluca: Cicer – Taxon description (engelsk)